# Diocèse de Malaga
Le diocèse de Malaga (en latin : Diœcesis Malacitana ; en espagnol : Diócesis de Málaga) est un diocèse de l'Église catholique en Espagne érigé au Ier siècle et suffragant de l'archidiocèse de Grenade. José Antonio Satué Huerto en est l'évêque actuel depuis 2025.

## Territoire
Le diocèse couvre 7306 km² et étend sa juridiction sur les fidèles catholiques de rite latin résidant dans la province de Málaga de la communauté autonome d'Andalousie et dans la ville de Melilla sur la côte d'Afrique.

Carte des diocèses d'Espagne avec le diocèse de Malaga en rouge.

Le siège du diocèse se trouve dans la ville de Malaga, où se trouve la cathédrale basilique de l'Incarnation. Il y a également à Málaga deux autres basiliques mineures : celle du Saint-Nom-de-Jésus (es) (Dulce Nombre de Jesús Nazareno del Paso) et celle du sanctuaire de Sainte-Marie-de-la-Victoire-et-de-la-Miséricorde (es) (Real Santuario de Santa María de la Victoria y de la Merced).
En 2024, dans le diocèse, il y a 250 paroisses regroupées en 16 archidiaconés.

## Histoire
Le premier évêque connu est Patrice (es), qui assiste au concile d'Elvire en 305 ou 306 ; sa vie est mal connue. Il est fêté le 16 mars. On ne connaît pas d'autre évêque jusqu'en 579.

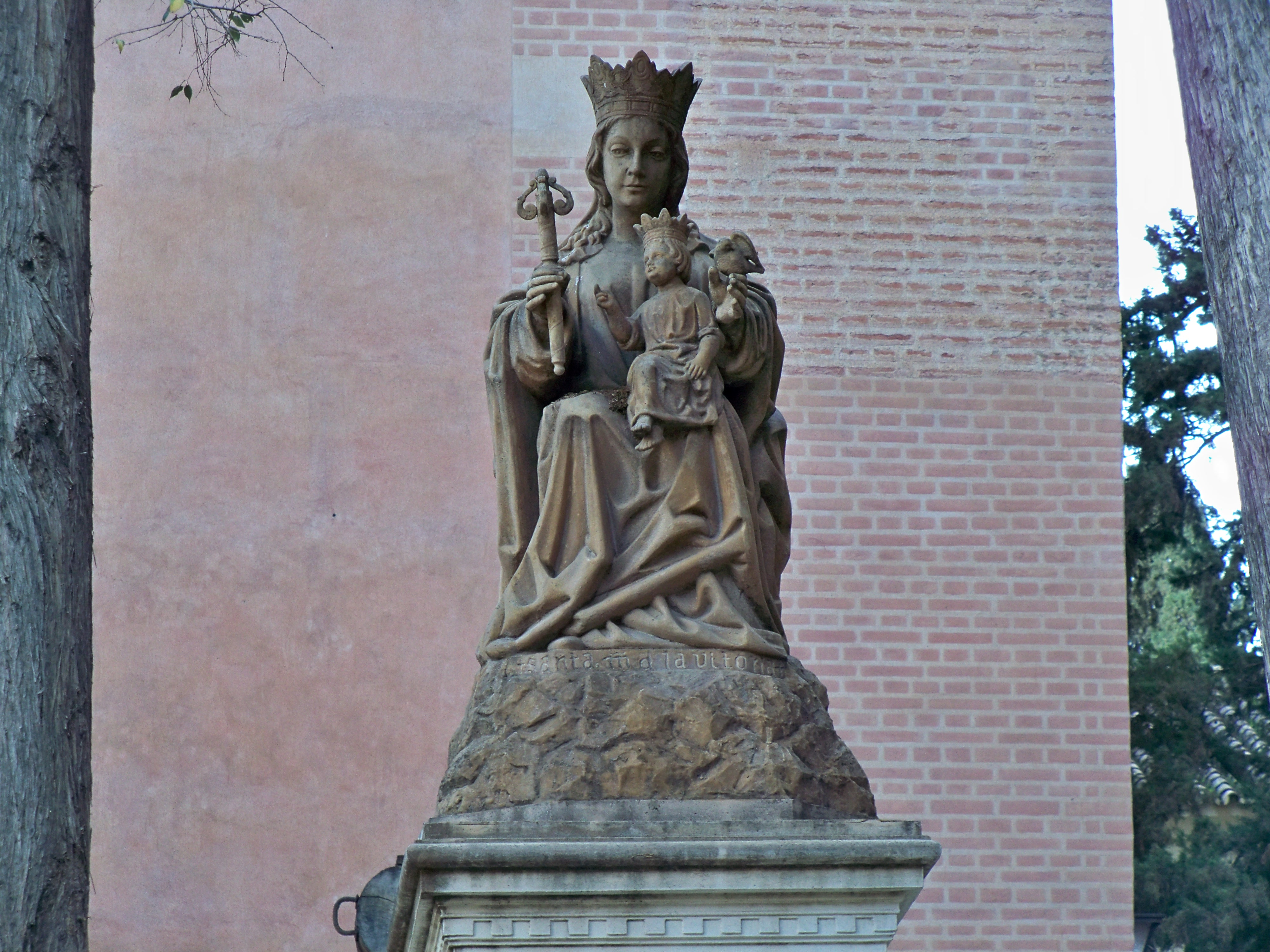
Notre-Dame de la Victoire, patronne de Malaga, sculpture dans le patio des Orangers (de los Naranjos) de la cathédrale de Málaga (1987).

Le diocèse est suspendu sous la domination musulmane. Malaga appartient au royaume de Grenade jusqu'au XVe siècle ; à la suite de la Reconquista, le diocèse est rétabli le 4 août 1486 ; le 10 décembre 1492, il est rattaché à l'archidiocèse de Grenade.
En 1719, Jules Alberoni, premier ministre de Philippe V, est nommé évêque de Malaga mais tombe en disgrâce peu après et doit s'exiler en Italie ; le pape Clément XI, qui ne lui pardonne pas sa politique hostile à la maison d'Autriche, refuse de le consacrer. Sa pénitence est levée sous Innocent XIII. Il renonce à l'évêché de Malaga en 1725.